# Västerby och Sjöskogen
Västerby och Sjöskogen var före 2015  en av SCB avgränsad och namnsatt småort i Uddevalla kommun i Västra Götalands län. Småorten omfattade bebyggelse i Västerby och Sjöskogen i Forshälla socken.
Området räknas från 2015 till tätorten Strand.